# 曼萨尼约 (墨西哥)
曼萨尼约（西班牙語：Manzanillo）是一座位于墨西哥科利马州的城市，该市及周边的行政区也以此命名。曼萨尼约座落于太平洋沿岸，拥有墨西哥最繁忙的港口，是科利马州最大的市和商业区。在新西班牙时期，曼萨尼约是西班牙在太平洋沿岸建立的第三座港口。
曼萨尼约以旗鱼之都闻名于世。自1957年以来，曼萨尼约已经组织了墨西哥和世界性的捕鱼竞赛，包括著名的多尔西锦标赛。这使该市成为著名的捕鱼运动目的地。